# Kortesaari (ö i Södra Savolax, Nyslott, lat 62,17, long 28,30)
Kortesaari är en ö i Finland. Den ligger i sjön Haukivesi och i kommunen Rantasalmi i den ekonomiska regionen  Nyslotts ekonomiska region  och landskapet Södra Savolax, i den sydöstra delen av landet, 280 km nordost om huvudstaden Helsingfors. Öns area är 15,1 hektar och dess största längd är 0,7 kilometer i sydöst-nordvästlig riktning.